# Smilla, el missatge de la neu
Smilla, el missatge de la neu (títol original: Froken Smillas fornemmelse for sne) és una pel·lícula daneso-sueca dirigida per Bille August, estrenada 1997. Ha estat doblada al català.

## Argument
Smilla Jaspersen, una científica d'origen inuit, investiga sobre la mort misteriosa d'un noi de 6 anys, amb qui té amistat. La seva investigació la portarà fins al desert Àrtic de Groenlàndia.

## Repartiment
- Julia Ormond: Smilla Jaspersen
- Gabriel Byrne: el mecànic
- Richard Harris: Tork
- Vanessa Redgrave: Elsa Lubing
- Robert Loggia: Moritz Jaspersen
- Jim Broadbent: Lagermann
- Mario Adorf: Lukas
- Bob Peck: Ravn
- Tom Wilkinson: Loyen
- Emma Croft: Benja

## Rebuda
Premis 1997Festival de Berlín: Secció oficial de llargmetratges
Crítica
- "Estranya, màgica, inclassificable i fallida història d'intriga"[3]
- "Policíac atmosfèric i glacial que suposa, si més no, una novetat respecte al model americà"[4]
- "Tòpic thriller d'accidents amb olor d'assassinat. Un repartiment conegut i una posada en escena efectiva, però sense grans sorpreses, posen el punt d'interès."[5]